# Eugène Raphael Fontaine
Eugène Raphaël Fontaine, né le 30 janvier 1884 à Alençon (Orne) et mort d'une crise cardiaque le 18 janvier 1933 aux Ponts-de-Cé (Maine-et-Loire), est un grand industriel, manufacturier et marchand de bois ornais ainsi qu'un conseiller municipal angevin.

## Biographie
Eugène Fontaine est l'aîné et le seul fils de François Auguste Fontaine et de Louise-Eugénie Dumoutier. Il épousera Marie-Madeleine Cordon, la fille unique du docteur Cordon, le 11 avril 1910 et fêteront leur union au Grand-Hôtel d'Angers.
Passionné de mécanique, il possédera pas moins de 54 voitures et 17 motos, toutes achetées au célèbre garage Moutreuil à Alençon. Les propriétaires, négociants des marques Michelin, Panhard et Renault, étaient les frères Auguste et Paul Moutreuil, dont Paul était un champion régional de courses de vélocipèdes et l'époux de Charlotte Fontaine, la sœur cadette d'Eugène.
Le couple Fontaine-Cordon a eu trois enfants, dont les descendants restent très attachés aux Pays de la Loire.

## La Maison Fontaine
Il s'agit de l'ancienne petite scierie mécanique familiale bâtie à l'origine par le grand-père d'Eugène.
Dès 1876, François Jacques Fontaine, alors menuisier médaillé et reconnu à Alençon, est propriétaire d'une petite scierie mécanique située sur la route d'Ancinnes. Elle va être reprise et baptisée "La Maison Fontaine" en 1885 par son fils, François Auguste Fontaine, qui la cèdera par la suite à son fils Eugène. Le petit-fils va alors la transformer en grande scierie à vapeur très rentable qui employait 50 ouvriers, débitait 15 mètres cubes de bois par jour et œuvrait pour le Génie militaire durant la Première Guerre mondiale.
La Maison Fontaine travaillait surtout le hêtre, la sapin et le chêne, préparant les bois pour le parquet, l'ébénisterie, la menuiserie et la charpente. Avant la guerre, elle travaillait également, grâce à l'ajout d'une usine à vapeur adjacente, le coke, le charbon, l'anthracite, les tuyaux et agglomérés en ciment, les tuiles, les briques et pavés de toutes sortes.
Après la Première Guerre mondiale, la Maison Fontaine, fragilisée juste avant le début des Années folles, s'associera avec sa rivale, la scierie Prout fondée en 1874 par Hippolyte Prout, pour devenir l'établissement Fontaine et Prout. En 1931, le fils d'Eugène sera impliqué dans un accident de rodéo urbain mortel qui l'obligera malheureusement à vendre ses parts et les bâtiments de la scierie familiale à Raphaël et Émilien Prout, fils d'Hippolyte et fondateurs de la société Prout Frères, devenue Hexaom. Les anciens bâtiments sont aujourd'hui inscrits aux Monument Historique depuis 1995.

## Catastrophe ferroviaire du 14 février 1911
Ses beaux-parents et sa jeune épouse, alors enceinte de huit mois, revenaient de Paris, où ils avaient fait des achats en préparation de l'accouchement pendant qu'Eugène était retenu par des affaires. Le docteur et sa fille se trouvent dans la voiture-restaurant. Leur train, lancé à grande vitesse, en percute un autre, déjà à l'arrêt en gare de Courville. le tamponnement causa treize morts, dont l'épouse du docteur, qui connut une fin tragique, bloquée dans l'incendie de la voiture de première classe. Gustave Cordon, projeté hors du train, aura le bras gauche brisé en trois endroits et deux côtes enfoncées. Malgré ses blessures, le docteur s'empressera de prodiguer les premiers secours aux survivants, au beau milieu des flammes, des amas d'acier et des cris. Miraculeusement, Marie-Madeleine et son futur fils à naître étaient indemnes. Eugène viendra les soutenir et identifiera la dépouille de sa belle mère, grâce à sa bague.

## Ascendance
Son père et son grand-père, tous deux riches marchands de bois et membres du conseil général d'Alençon, sont à l'origine de la Maison Fontaine, une scierie mécanique, devenue ensuite une scierie à vapeur,. Il est issu d'une très vieille famille noble sarthoise tombée dans la roture au XVIIIe siècle après avoir été avilie par l'argent et frappée de dérogeance dont le plus lointain ancêtre direct connu est Jullian Fontaine, seigneur du Tertre, maréchal, conseiller du roi et receveur général des finances en la généralité de Touraine exerçant au Mans entre 1588 et 1593, . En effet, l'un de ses ancêtres directs, Pierre Fontaine dit Fontin, alors fermier général royal de Bourg-le-Roi en 1670, fut déshonoré en exerçant cette charge très lucrative. Ses descendants ne reçurent aucune lettre de relief de noblesse par la suite et devinrent de simples laboureurs mais réussirent à se hisser au rang de la haute bourgeoisie.
Sa mère, riche bourgeoise normande et propriétaire de l'hôtel de Boyville à Alençon, plus connu sous le nom de La Rotonde, était de par son arrière-grand-mère paternelle, une descendante de la famille noble de Tilly depuis le XVIIIe siècle. L'un de ses aïeux maria sa fille en premières noces au chevalier croisé Jean de Carrouges, célèbre pour avoir remporté le dernier duel judiciaire de France face à Jacques Le Gris.